# Achim Treu
Achim Treu ist ein deutscher Musiker, Musikproduzent und Komponist. Treu, der sich auch „Künstler Treu“ nennt, war Teil der deutschen Cassettentäter-Szene.

## Leben und Werk
Treu veröffentlichte selbstgemachte Tapes mit Experimentalmusik auf seinem Cassettenlabel. Er lebt in Berlin.
1985 gründete er die Band Dauerfisch und veröffentlichte in den 1990er Jahren mehrere Schallplatten auf dem Berliner Label Bungalow. 1997 veröffentlichte Treu beim Kölner Elektronik-Label Eleganz unter dem Namen „Künstler Treu“ verschiedene Alben. Für das im Jahre 1999 von der Firma Ruske & Pühretmaier entwickelte Computerspiel Physikus komponierte er zusammen mit André Abshagen die Musik. Ebenso war er für das von derselben Firma entwickelte Spiel Bioscopia der Musikkomponist. Eine Zusammenarbeit mit dem Synthesizer-Pionier Jon Appleton erschien 2003 auf Crippled Dick Hot Wax unter dem Namen „Wunderbra!“.
Von 2003 bis 2005 war Treu Gitarrist bei der Berliner Gruppe Mutter. Von 2004 bis 2007 war er Mitglied bei Der Plan. 2006–2018 moderierte er die „UFO Hawaii Radioshow“ bei byte.fm. Seit 2012 produziert Treu unter dem Namen UFO Hawaii. Er ist verantwortlich für Filmmusiken u. a. für Heimatkunde und Die PARTEI. Treu spielte Remixe ein, u. a. für Peter Licht, Mark Stewart und Princess Superstar.

## Diskografie (Auszug)
- 1000 ganz legale Steuertricks
- Crime of the Century
- Humuhumunukunukuapua’a
- My Sketchbook of Whack
- Wunderbra!
- Die Verschwörung (Der Plan)
- Full Fathom Five
- Framus
- Tele-Krümmer
- Indifferente Momente in der Nachbarschaft
- Psychelektro Dadakraut
- Von Aalräuchereien bis Zylinderstifte
- People (mit John Jones)
- Plattenbau
- Hausmusik
- Event Horizon